# Carios spheniscus
Carios spheniscus är en fästingart som beskrevs av Hoogstraal, Wassef, Hays och James E. Keirans 1985. Carios spheniscus ingår i släktet Carios och familjen mjuka fästingar.
Artens utbredningsområde är Peru. Inga underarter finns listade.